# Колекио (Парма)
Колекио (итал. Collecchio) је насеље у Италији у округу Парма, региону Емилија-Ромања.
Према процени из 2011. у насељу је живело 7988 становника. Насеље се налази на надморској висини од 116 м.

## Становништво
| 1931. | 1936. | 1951. | 1961. | 1971. | 1981.  | 1991.  | 2001.  | 2011.  |
| ----- | ----- | ----- | ----- | ----- | ------ | ------ | ------ | ------ |
| 8.149 | 8.400 | 9.035 | 8.851 | 9.630 | 10.793 | 11.190 | 11.904 | 13.893 |